# Dåvitsviken
Dåvitsviken är en sumpmark i Finland. Den ligger i Kyrkslätt i landskapet Nyland, i den södra delen av landet, 21 km sydväst om huvudstaden Helsingfors.